# Tampa Red
Tampa Red (8 de janeiro de 1904 - 19 de março de 1981), nascido Hudson Woodbridge e conhecido desde a infância como Hudson Whittaker, foi um músico estadunidense de blues.
Tampa Red é mais conhecido por seu talento e influência como guitarrista de blues, seu estilo consistia no uso de uma única corda em guitarra slide. Suas composições e sua técnica polida e sedosa de slide influenciou os guitarristas mais conhecidos de Chicago como Big Bill Broonzy, Robert Nighthawk, Muddy Waters, Elmore James, Mose Allison e muitos outros. Em uma carreira de mais de 30 anos ele também gravou músicas pop, R&B e hokum. Dentre suas gravações mais conhecidas estão Anna Lou Blues, Black Angel Blues', Crying Won't Help You, It Hurts Me Too e Love Her with a Feeling.

## Biografia
Tampa Red nasceu em Smithville, Geórgia. Seus pais morreram quando ele ainda era criança e ele se mudou para Tampa, Florida, onde foi criado por sua tia e avó tendo adotado seu sobrenome "Whittaker". Ele imitava seu irmão mais velho que tocava violão, era especialmente inspirado por um velho músico de rua chamado Piccolo Pete, que o ensinou a tocar suas primeiras músicas.
Na década de 20, tendo aperfeiçoado sua técnica de slide, se mudou para Chicago, Illinois, e começou sua carreira como músico, adotando o nome "Tampa Red" de sua cidade enquanto criança e da cor de sua pele. Sua primeira grande chamce foi ao ser contratado para acompanhar Ma Rainey, começou suas gravações em 1928 com It's Tight Like That, de uma maneira humorística e obscena que ficou conhecida como hokum. As primeiras gravações eram em sua maioria colaborações com Thomas A. Dorsey, conhecido na época como Georgia Tom. Tampa Red e Georgia Tom gravaram aproximadamente 90 lados de single, às vezes como The Hokum Boys ou com Frankie Jaxon como Tampa Red's Hokum Jug Band.
Em 1928, Tampa Red foi o primeiro músico negro a usar uma guitarra com corpo de metal da marca National, era a guitarra com maior volume antes da amplificação, adquiriu uma no primeiro ano em que estavam disponíveis. Isso permitiu que ele desenvolvesse ainda mais sua técnica de slide, tocando em apenas uma corda e não com acordes, que o tornou um precursor dos solos de guitarra de blues e rock and roll. Tampa Red ficou conhecido como "o homem da guitarra de ouro", e nos anos 30 era anunciado como The Guitar Wizard (O Gênio da Guitarra).
Sua parceria com Dorsey terminou em 1932, mas continuou trabalhando por um bom tempo como músico de estúdio, tocando com Sonny Boy Williamson, Memphis Minnie, Big Maceo, e muitos outros.
Em 1934 assinou um contrato com a Victor Records, permanecendo como músico do catálogo até 1953. Ele formou o Chicago Five, uma banda de estúdio que criou o que ficou conhecido como o Bluebird sound, um precursor do estilo de bandas pequenas do que mais tarde seria a base para bandas de jump blues e rock and roll. Ele teve sucesso comercial e uma prosperidade razoável quando o lugar onde morava se tornou o centro dos músicos de blues.
Na década de 40 começou a tocar guitarra elétrica, e em 1942 sua música Let Me Play With Your Poodleatingiu a 4º posição nas paradas Harlem Hit Parade da Billboard anterior à parada R&B, e em 1949 When Things Go Wrong with You (It Hurts Me Too) se tornou outro hit R&B, tendo sido regravada por Elmore James. Foi redescoberto no final dos anos 50 assim como vários outros músicos antigos de blues como Son House e Skip James, como parte do blues revival. Suas últimas gravações foram em 1960.
Se tornou alcoólatra após a morte de sua mulher em 1953, e acabou morrendo como um indigente em Chicago em 1981 aos 77 anos.

## Discografia
Tampa Red foi um dos músicos de blues mais produtivos de sua era. Foi estimado que gravou cerca de 335 músicas em discos de 78 rpm, sendo 251 entre 1928 e 1942, fazendo dele o músico de blues com mais gravações desse período.  O grande volume de seus singles foram lançados antes da revista Billboard começar a seguir blues (e outros tipos de "race music") portanto registros de quantidades de vendas não são precisos. De qualquer maneira, Red teve quatro singles que alcançaram posições importantes no Top 10 R&B entre 1942 e 1951.

### Singles selecionados
Para algumas de suas músicas mais antigas, Tampa Red gravou versões adicionais (geralmente designando como "No. 2", "No. 3", etc.) ou com outro nome com colaborações como "Hokum Boys", "Tampa Red's Hokum Jug Band", Papa Too Sweet e outros.  Músicas com versões adicionais estão marcadas com "+".
| Data | Título                             | Selo & Cat. no.       | Comentários                                                   |
| ---- | ---------------------------------- | --------------------- | ------------------------------------------------------------- |
| 1928 | "It's Tight Like That"             | Vocalion 1216+        | com Georgia Tom aka Tom Dorsey (piano)                        |
| 1928 | "How Long, How Long Blues"         | Vocalion 1228+        | como "Tampa Red's Hokum Jug Band"                             |
| 1929 | "The Duck's Yas-Yas-Yas"           | Vocalion 1277         | com Dorsey                                                    |
| 1929 | "You've Got to Reap What You Sow"  | Vocalion 1404         | Instrumental de slide-guitar                                  |
| 1929 | "Corrine Corrina"                  | Vocalion 1450+        | com Dorsey                                                    |
| 1930 | "The Dirty Dozen #2"               | Vocalion 1538         |                                                               |
| 1931 | "Things 'bout Coming My Way"       | Vocalion 1637+        |                                                               |
| 1932 | "You Can't Get That Stuff No More" | Vocalion 1706         | com Dorsey                                                    |
| 1934 | "Sugar Mama Blues No. 1"           | Vocalion 2720+        |                                                               |
| 1934 | "Black Angel Blues"                | Vocalion 2753         |                                                               |
| 1934 | "Mean Mistreater Blues"            | Bluebird Records 5546 |                                                               |
| 1938 | "Love with a Feeling"              | Bluebird 7822         | com Black Bob Hudson (piano)                                  |
| 1940 | "It Hurts Me Too"                  | Bluebird Records8635  | com Blind John Davis (piano)                                  |
| 1940 | "Anna Lou Blues"                   | Bluebird 8654         | com Davis                                                     |
| 1940 | "Don't You Lie to Me"              | Bluebird Records8654  | com Davis                                                     |
| 1942 | "Let Me Play with Your Poodle"     | Bluebird Records0700  | com Big Maceo Merriweather (piano) & Clifford Jones (bateria) |
| 1945 | "Detroit Blues"                    | Bluebird Records0731  |                                                               |
| 1946 | "Crying Won't Help You"            | RCA Victor 20-1988    |                                                               |
| 1949 | "When Things Go Wrong with You"    | RCA Victor 22-0035    | remake de "It Hurts Me Too"                                   |
| 1950 | "Love Her with a Feeling"          | RCA Victor 22-0084    | remake de "Love with a Feeling"                               |
| 1951 | "Sweet Little Angel"               | RCA Victor 22-0107    | remake de "Black Angel Blues"                                 |
| 1951 | "Early in the Morning"             | RCA Victor 22-0123    |                                                               |
| 1951 | "Pretty Baby Blues"                | RCA Victor 22-0136    |                                                               |

Tampa Red também aparece em gravações de Big Maceo Merriweather, Sonny Boy Williamson, Memphis Minnie, Ma Rainey e Victoria Spivey.

### Álbuns selecionados
Apesar de ter produzido inúmeros singles, Tampa Red gravou somente dois álbuns, que foram lançados no final de sua carreira. Várias compilações foram lançadas por diversas gravadoras depois de sua morte.
| Data    | Título                                                   | Selo               | Comentários                                                 |
| ------- | -------------------------------------------------------- | ------------------ | ----------------------------------------------------------- |
| 1961    | Don't Tampa with the Blues                               | Bluesville Records | gravado em 1960                                             |
| 1961    | Don't Jive Me                                            | Bluesville         | gravado em 1961                                             |
| 1974    | Bottleneck Guitar 1928-1937                              | Yazoo Records      |                                                             |
| 1991–93 | Complete Recorded Works in Chronological Order Vol. 1-15 | Document Records   | gravado em 1928-1953                                        |
| 1993    | Keep Jumping 1944-1952                                   | Wolf               |                                                             |
| 1994    | Tampa Red (1928-1942)                                    | Story of the Blues |                                                             |
| 1994    | The Guitar Wizard                                        | Legacy Recordings  | Lançamentos da Okeh Records e Vocalion Records de 1928-1934 |
| 1994    | It Hurts Me Too - The Essential Recordings               | Indigo             | vários selos 1928-42                                        |
| 1997    | The Complete Bluebird Recordings 1934-1936               | RCA Records        |                                                             |
| 1997    | The Bluebird Recordings 1936-1938                        | RCA Records        |                                                             |
| 2001    | The Essential                                            | Classic Blues      | gravado em 1928-1951                                        |
| 2002    | Slide Guitar Classics                                    | P-Vine Records     |                                                             |